# Церковь Всех Святых (Манукау)

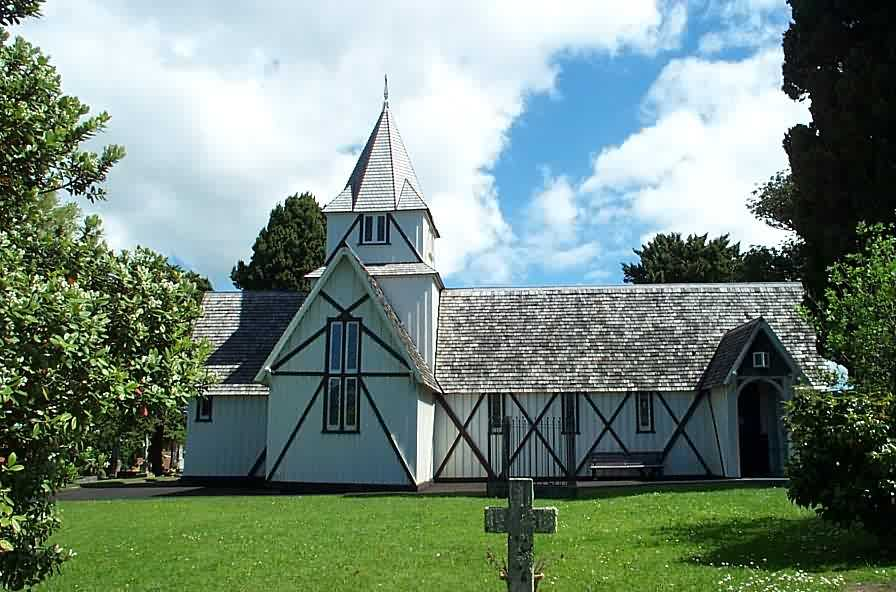
Церковь Всех Святых

Церковь Всех Святых (англ. All Saints Church) — англиканская церковь в Новой Зеландии, старейшая приходская церковь в Окленде, расположена в районе Манукау, до 2010 года имевшем статус отдельного города.
Церковь была построена в ноябре 1847 года в крестообразном плане по проекту священника Фредерика Тэтчера. Первая служба в её стенах прошла 21 ноября того же года, хотя крыша храма ещё не была достроена. Церковь стала также первым зданием, сооружённым в Ховике. В 1862 году она претерпела ряд небольших изменения в связи с расширением нефа.
В 1930 году вблизи церкви были сооружены ворота, в память об ополченцах, служивших в Новой Зеландии в 1860-х годах. На её территории также находятся захоронения многих первопроходцев данной местности.